# Henri Lacaze-Duthiers

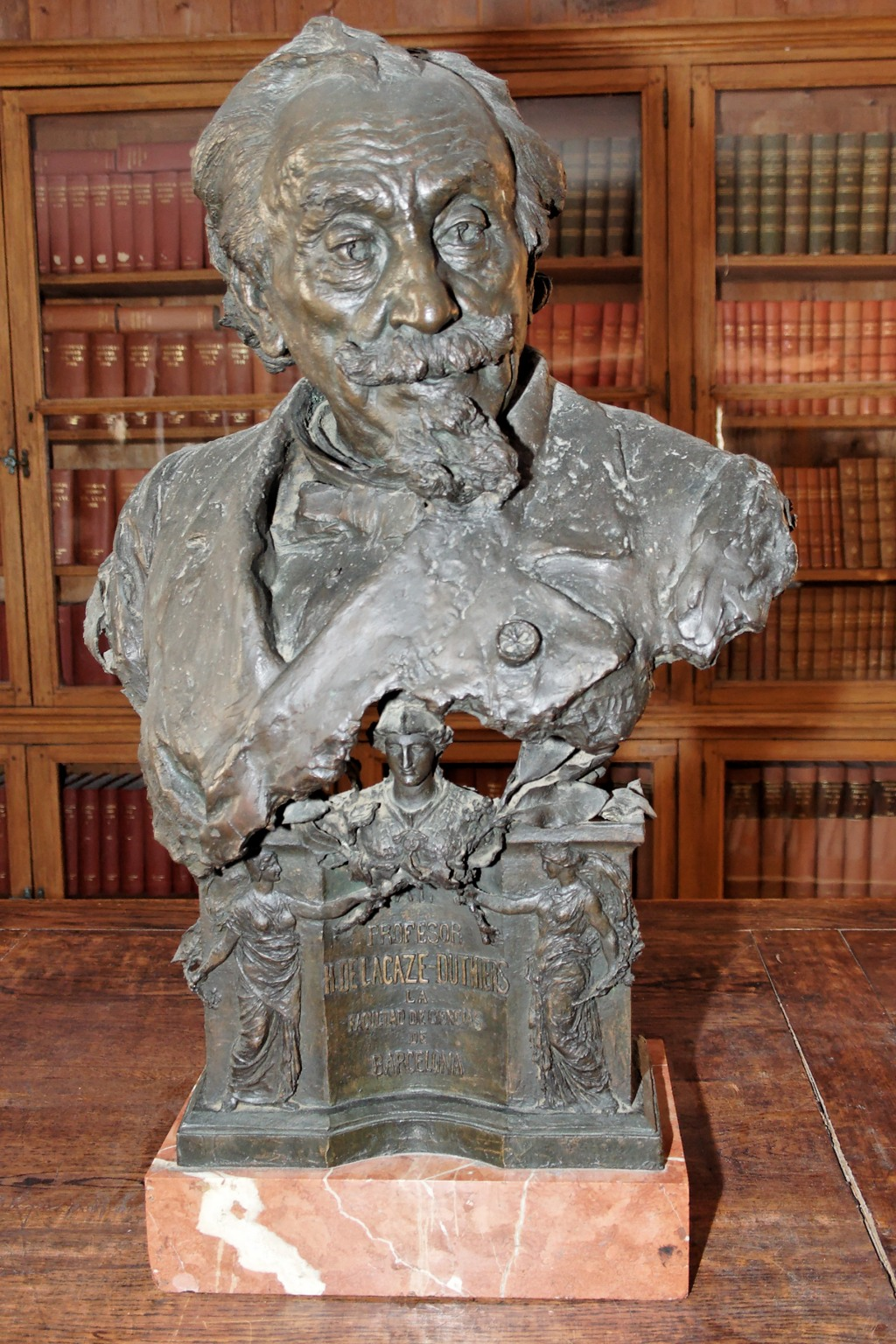
Henri Lacaze-Duthiers

Henri Lacaze-Duthiers (ur. 1821 w departamencie Lot i Garonna, zm. 1901), zoolog francuski. 
Studiował w Paryżu medycynę, w 1854 został profesorem zoologii w Lille, w 1865 pracował w muzeum przyrodniczym w Paryżu, a w 1868 objął profesurę na tamtejszym uniwersytecie. 
Począwszy od roku 1871 wydaje „Archives de zoologie générale et experimentale”, a od 1873 jest kierownikiem stacji zoologicznej w Roscoff na wybrzeżu Bretanii. Przeprowadził badania nad narządami płciowymi owadów oraz nad budową i rozwojem wielu niższych zwierząt morskich. 
Opublikował:
- Mémoires sur le pourpre (traktat o szkarłatnikach), (1859);
- Histoire naturelle du corail (o pochodzeniu koralowców) (1863) i in.